# 多国籍料理

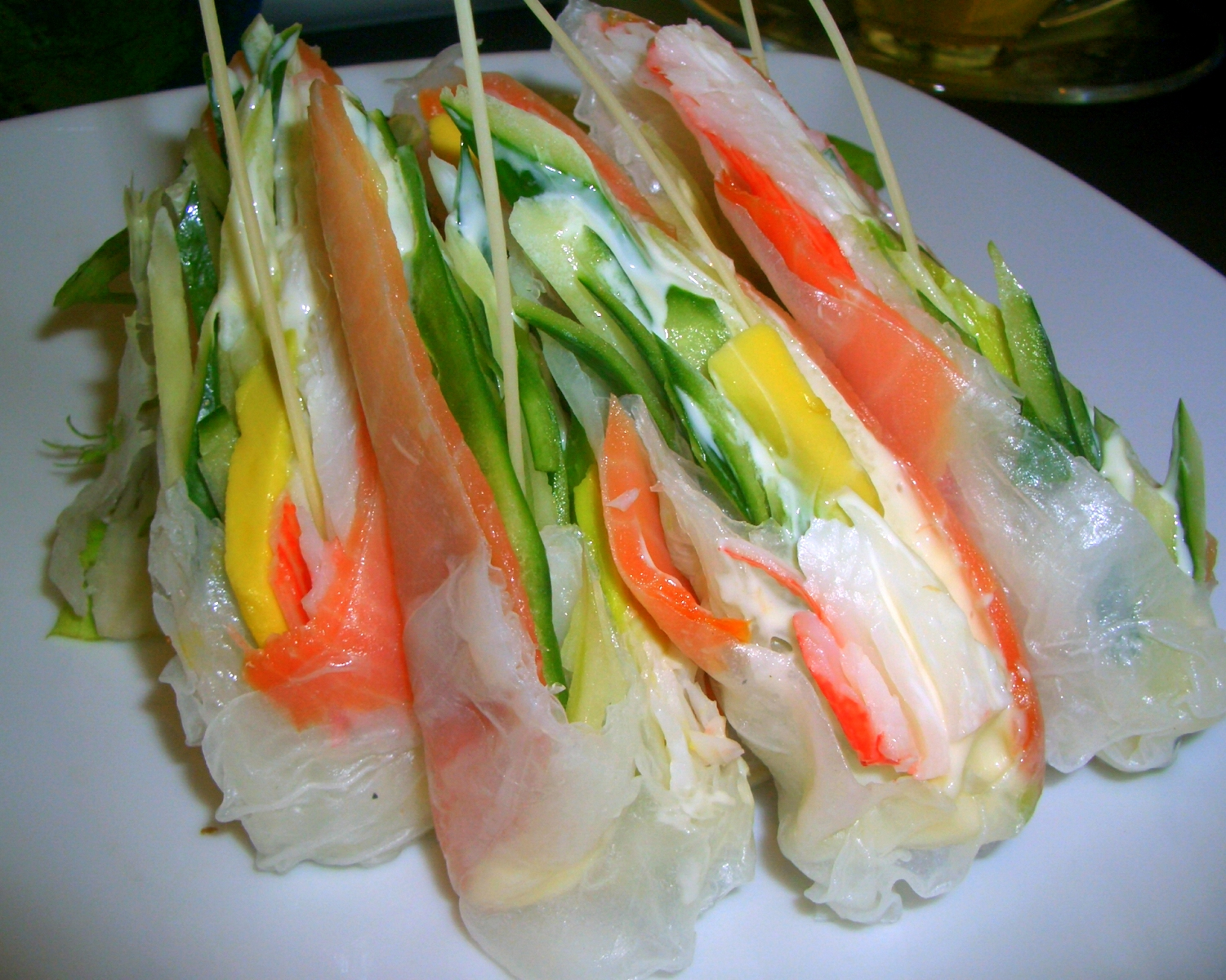
日本料理とベトナム料理の多国籍料理。ライスペーパーを海苔のように使ってスモークサーモン、アボカド、きゅうり、かにかまぼこが巻かれている

多国籍料理（たこくせきりょうり）、フュージョン料理（英語：fusion cuisine）は、様々な国や地域の食文化の要素を組み合わせた料理。無国籍料理と呼ばれる場合も存在する。特定の食文化に分類できず、食文化の国際化に拠るところが大きい。また、各料理の専門店ではない様々な料理を提供する大衆的な食堂に関連が見られる。

## 歴史
19世紀以降、人の移動が世界的になるとともに多種多様な国の料理が多くの国に持ち込まれた。20世紀に入りこれらが大衆的な食堂でも用いられるようになると、料理文化の混成が起こるようになった。多国籍料理の成立はこれらの食文化の多様性、複雑化、開放性などが要因になっている。
オーストラリアでは移住者の流入の増加で、多国籍料理は再生成され、多くのカフェやレストランで一般的になりつつある。メルボルンやシドニーでは現在いくつかのアジアの多国籍料理の想像力と質が世界でも最も優れた都市の一つと考えられている。

## 形態
多国籍料理は様々な料理形態の複合の総称で、発想は大まかに3つの形態に分けることができる。
一つの方法として文化の融合があり、異なる地域の料理同士の結合や本来異なる食文化が単一の食文化にまとめられることがある。例えば、アジア料理の多国籍レストランはアメリカやイギリスで一般的になってきており、多くの場合南アジア、東アジア、東南アジアの食品が何種か一緒に提供されたり、これらの料理が影響を受けて組み合わされたりしている。
もう一つはより折衷的な方法で元の料理に様々な地域や国の料理の食材を使い、混成させるものである。このような料理店は様々な地域料理の複合の新しい発想を受けて、広い種類の料理の特色を持つ。
三つ目の方法では使われる食品は元の食文化に属しているが、料理法には他の食文化や食品の構成要素と風味が使われる。例えば、チェダーチーズやペッパージャックチーズ、サルサソース、フリホレスやその他のタコスで一般的な材料で作られたピザは「タコス風ピザ」として売られ、これらはイタリア料理とメキシコ料理の混成したものである。類似したものに韓国風タコスが存在する。類似した方法は多国籍風スシなどにも使われており、巻物に使う米と具を変えたりすることが行われており、チートスを巻くもの、カレーとバスマティを巻くもの、チーズとサルサソースとスパニッシュライスを巻くもの、羊ひき肉とケッパーとギリシャ風ライスと香味野菜を巻いたドルマ風を巻くものなどが存在する。

## その他
多国籍料理は一般的な言葉であるため、これはどの種類の店であっても合法的に用いることができる。とはいえ、ギリシャ料理、イタリア料理、あるいは時にアジア料理などのような特徴のある料理の店では　調理法の要素を組み合わせそこなった場合一般的に混成と考えられず、また過剰に包括的な融合や折衷的な融合もない。